# Elecciones provinciales de Buenos Aires de 1963
Las elecciones generales de la provincia de Buenos Aires de 1963 tuvieron lugar el 7 de julio, al mismo que las elecciones presidenciales y legislativas a nivel nacional. Se realizaron con el objetivo de restaurar la normalidad constitucional de la provincia tras las intervenciones federales ejecutadas por los gobiernos de Arturo Frondizi, y posteriormente por el régimen híbrido de José María Guido. El peronismo se encontraba proscrito y el expresidente Frondizi se encontraba detenido, por lo que los partidarios de ambas fuerzas prefirieron emitir votos en blanco o anulados como modo de expresión. Estos votos eran considerados válidos por la justicia.
De este modo, el candidato de la Unión Cívica Radical del Pueblo, Anselmo Marini, obtuvo la victoria con casi el 33% de los votos contra un 20% de votos en blanco o nulos (correspondiente a los peronistas o frondicistas). En segundo lugar quedó la Unión Cívica Radical Intransigente con el 25% y en tercer lugar la Unión del Pueblo Argentino con el 8%.
Marini asumió el cargo el 12 de octubre de 1963. Sin embargo, no pudo terminar su mandato constitucional debido al golpe de Estado de 1966.

## Cargos a elegir
| Sección Electoral | Electores | Diputados | Senadores |
| ----------------- | --------- | --------- | --------- |
| 1                 | 23        | 15        | 8         |
| 2                 | 16        | 11        | 5         |
| 3                 | 27        | 18        | 9         |
| 4                 | 21        | 14        | 7         |
| 5                 | 16        | 11        | 5         |
| 6                 | 17        | 11        | 6         |
| 7                 | 9         | 6         | 3         |
| Capital           | 9         | 6         | 3         |
| Total             | 138       | 92        | 46        |

## Resultados

### Gobernador y vicegobernador
| Fórmula           | Fórmula           | Partido         | Partido                                   | Votos     | %     | Electores |
| Gobernador        | Vicegobernador    | Partido         | Partido                                   | Votos     | %     | Electores |
| ----------------- | ----------------- | --------------- | ----------------------------------------- | --------- | ----- | --------- |
| Anselmo Marini    | Ricardo Lavalle   |                 | Unión Cívica Radical del Pueblo (UCRP)    | 836.821   | 32,91 | 58/138    |
| Juan Carlos Manes | Gustavo Moccero   |                 | Unión Cívica Radical Intransigente (UCRI) | 633.034   | 24,90 | 40/138    |
| Raúl Ondarts      | Manuel Crespo     |                 | Unión del Pueblo Argentino (UDELPA)       | 225.192   | 8,86  | 11/138    |
| Teodoro Bronzini  | Manuel Pardo      |                 | Partido Socialista Democrático (PSD)      | 191.998   | 7,55  | 9/138     |
|                   |                   |                 | Partido Socialista Argentino (PSA)        | 146.869   | 5,78  | 4/138     |
| Enrique Pujals    | Rodríguez         |                 | Partido Demócrata Progresista (PDP)       | 141.383   | 5,56  | 6/138     |
| Emilio J. Hardoy  | Juan Carlos Musso |                 | Unión Conservadora (UC)                   | 140.743   | 5,54  | 8/138     |
|                   |                   |                 | Partido Demócrata Cristiano (PDC)         | 128.160   | 5,04  | 2/138     |
|                   |                   |                 | Partido del Pueblo                        | 46.448    | 1,83  |           |
|                   |                   |                 | Partido de la Justicia Social             | 17.014    | 0,67  |           |
|                   |                   |                 | Cruzada Acción Nacional                   | 12.963    | 0,51  |           |
|                   |                   |                 | Movimiento del Frente Nacional            | 12.532    | 0,49  |           |
|                   |                   |                 | Partido Social Agrario                    | 9.419     | 0,37  |           |
| Votos positivos   | Votos positivos   | Votos positivos | Votos positivos                           | 2.542.576 | 77,14 |           |
| Votos en blanco   | Votos en blanco   | Votos en blanco | Votos en blanco                           | 678.470   | 20,58 |           |
| Votos nulos       | Votos nulos       | Votos nulos     | Votos nulos                               | 75.022    | 2,28  |           |
| Total de votos    | Total de votos    | Total de votos  | Total de votos                            | 3.296.068 | 100   |           |

#### Resultados por Secciones Electorales

Secciones electorales de Buenos Aires:
1º Sección
2º Sección
3º Sección
4º Sección
5º Sección
6º Sección
7º Sección
8º Sección/Capital

| 1ª Sección Electoral 23 Electores     | 1ª Sección Electoral 23 Electores  | 1ª Sección Electoral 23 Electores | 1ª Sección Electoral 23 Electores | 1ª Sección Electoral 23 Electores | 1ª Sección Electoral 23 Electores |
| Partido                               | Partido                            | Votos                             | %                                 | Bancas                            | Electos |
| ------------------------------------- | ---------------------------------- | --------------------------------- | --------------------------------- | --------------------------------- | --- |
|                                       | Unión Cívica Radical del Pueblo    | 229.379                           | 30,53                             | 8/23                              | Ver electos: - Nicolás Barletta - José J. Jauand - Pedro F. Haiek - Esteban Iceta - Marcelo Espeche - Eloy G. Toscano - Amadeo Puricelli - Argentino Cortez                                                                   |
|                                       | Unión Cívica Radical Intransigente | 176.739                           | 23,53                             | 6/23                              | Ver electos: - Enrique E. Romani - Atilio Deprati - Oscar B. Nisenson - Josefa G. de Fasola - Elsa E. S. de Lagomarsino - Antonio Mencacho                                                                                    |
|                                       | Unión del Pueblo Argentino         | 77.668                            | 10,34                             | 3/23                              | Ver electos: - Ricardo Vignolo - Luciano A. Pérez - Benjamín González |
|                                       | Partido Demócrata Progresista      | 53.610                            | 7,14                              | 2/23                              | - Rafael J. D'Alessandria - Norberto M. Casajus |
|                                       | Partido Demócrata Cristiano        | 51.593                            | 6,87                              | 1/23                              | - José Montes |
|                                       | Partido Socialista Democrático     | 51.333                            | 6,83                              | 1/23                              | - Juan A. García |
|                                       | Partido Socialista Argentino       | 48.792                            | 6,49                              | 1/23                              | - Ernesto J. Adolfo |
|                                       | Unión Conservadora                 | 26.453                            | 3,52                              | 1/23                              | - Oscar L. Apaolaza |
|                                       | Partido del Pueblo                 | 20.467                            | 2,72                              |                                   | |
|                                       | Partido de la Justicia Social      | 5.874                             | 0,78                              |                                   | |
|                                       | Movimiento del Frente Nacional     | 5.793                             | 0,77                              |                                   | |
|                                       | Cruzada Acción Nacional            | 3.561                             | 0,47                              |                                   | |
| Votos positivos                       | Votos positivos                    | 751.262                           | 78,67                             |                                   | |
| Votos en blanco                       | Votos en blanco                    | 183.491                           | 19,21                             |                                   | |
| Votos nulos                           | Votos nulos                        | 20.210                            | 2,12                              |                                   | |
| Total de votos                        | Total de votos                     | 954.963                           | 100                               |                                   | |
| 2ª Sección Electoral 16 Electores     |                                    |                                   |                                   |                                   | |
| Partido                               | Partido                            | Votos                             | %                                 | Bancas                            | Electos |
|                                       | Unión Cívica Radical del Pueblo    | 67.737                            | 41,37                             | 8/16                              | Ver electos: - Araceli Juana Mascaro de Dellache - Francisco R. García Carranza - Oscar Ulises Corti - Eduardo Díaz - Juan Sumich - Alberto Gerez - Margarita Strasberg - Mario Pedro Leidi                                   |
|                                       | Unión Cívica Radical Intransigente | 32.715                            | 19,98                             | 4/16                              | Ver electos: - Miguel María Bent - Juan Carlos Irigoyen - Nazareno José Boccoli - Pedro Florencio Hegoburu |
|                                       | Unión Conservadora                 | 14.554                            | 8,89                              | 1/16                              | - Elio Melillo |
|                                       | Unión del Pueblo Argentino         | 13.843                            | 8,45                              | 1/16                              | - Néstor Huerta |
|                                       | Partido Demócrata Progresista      | 7.664                             | 4,68                              | 1/16                              | - Enrique Pablo Adoue |
|                                       | Partido Socialista Democrático     | 9.003                             | 5,50                              | 1/16                              | - Arturo Alfredo Juan Gramaccioli |
|                                       | Partido Demócrata Cristiano        | 5.913                             | 3,61                              |                                   | |
|                                       | Partido Socialista Argentino       | 7.449                             | 4,55                              |                                   | |
|                                       | Partido Social Agrario             | 2.911                             | 1,78                              |                                   | |
|                                       | Partido de la Justicia Social      | 1.115                             | 0,68                              |                                   | |
|                                       | Movimiento del Frente Nacional     | 531                               | 0,32                              |                                   | |
|                                       | Cruzada Acción Nacional            | 297                               | 0,18                              |                                   | |
| Votos positivos                       | Votos positivos                    | 163.732                           | 75,50                             |                                   | |
| Votos en blanco                       | Votos en blanco                    | 47.583                            | 21,94                             |                                   | |
| Votos nulos                           | Votos nulos                        | 5.538                             | 2,55                              |                                   | |
| Total de votos                        | Total de votos                     | 216.853                           | 100                               |                                   | |
| 3ª Sección Electoral 27 Electores     |                                    |                                   |                                   |                                   | |
| Partido                               | Partido                            | Votos                             | %                                 | Bancas                            | Electos |
|                                       | Unión Cívica Radical del Pueblo    | 220.881                           | 28,67                             | 9/27                              | Ver electos: - Carlos Garbarini - Juan B. Gomero - Pedro Quiroga - Carlos A. Kienast - Aquiles M. T. Salvarezza - Genaro Dinomo - Edgardo Bajo - Miguel A. Castelli - Pedro Pugno                                             |
|                                       | Unión Cívica Radical Intransigente | 220.253                           | 28,59                             | 9/27                              | Ver electos: - Rodolfo Harsich - Aldo Juan Ramjak - Rodolfo Everardo Mayada - Jorge Alberto Morino - Mario Fernando Galán - José Cantos Atencio - Rafael Fernández Zorrilla - Cecilia Blufstein de Wiguown - Jorge Julianelli |
|                                       | Unión del Pueblo Argentino         | 61.107                            | 7,93                              | 2/27                              | - Jerónimo Juan Bautista Loray - Santiago Oralechea |
|                                       | Partido Socialista Argentino       | 55.410                            | 7,19                              | 2/27                              | - Ricardo Horacio Ares - Berta Inés Ferrara |
|                                       | Partido Socialista Democrático     | 55.266                            | 7,17                              | 2/27                              | ? ? |
|                                       | Partido Demócrata Progresista      | 49.082                            | 6,37                              | 2/27                              | ? ? |
|                                       | Partido Demócrata Cristiano        | 45.651                            | 5,93                              | 1/27                              | ? |
|                                       | Unión Conservadora                 | 22.258                            | 2,89                              |                                   | |
|                                       | Partido del Pueblo                 | 21.500                            | 2,79                              |                                   | |
|                                       | Partido de la Justicia Social      | 8.617                             | 1,12                              |                                   | |
|                                       | Cruzada Acción Nacional            | 5.943                             | 0,77                              |                                   | |
|                                       | Movimiento del Frente Nacional     | 4.411                             | 0,57                              |                                   | |
| Votos positivos                       | Votos positivos                    | 770.379                           | 77,53                             |                                   | |
| Votos en blanco                       | Votos en blanco                    | 207.194                           | 20,85                             |                                   | |
| Votos nulos                           | Votos nulos                        | 16.079                            | 1,62                              |                                   | |
| Total de votos                        | Total de votos                     | 993.652                           | 100                               |                                   | |
| 4ª Sección Electoral 21 Electores     |                                    |                                   |                                   |                                   | |
| Partido                               | Partido                            | Votos                             | %                                 | Bancas                            | Electos |
|                                       | Unión Cívica Radical del Pueblo    | 76.000                            | 39,46                             | 10/21                             | Ver electos: - Francisco M. Pinto Rosas - Tomás Salerno - Ricardo Iturrieta - Manuel Cogorno - Victorio di Giacomo - Hipólito Darricau - Maximiliano Fapitalle - Jorge Berezin - Juan José Guido - Héctor Hopital             |
|                                       | Unión Cívica Radical Intransigente | 52.129                            | 27,07                             | 7/21                              | Ver electos: - Miguel Bernardo Irigoyen - Aldo Mario Meinet Pallarés - José Meana - Ricardo Cappa - Hugo Cuervo - Gaspar Iglesias - Reinaldo Omar Coppola                                                                     |
|                                       | Unión Conservadora                 | 21.056                            | 10,93                             | 2/21                              | - Juan Ángel Maldonado - Raúl Orellana |
|                                       | Unión del Pueblo Argentino         | 16.260                            | 8,44                              | 2/21                              | - Sabino Oribe Olmoas - Andrés Salvador Aznar |
|                                       | Partido Socialista Democrático     | 6.138                             | 3,19                              |                                   | |
|                                       | Partido Socialista Argentino       | 5.779                             | 3,00                              |                                   | |
|                                       | Partido Demócrata Progresista      | 5.630                             | 2,92                              |                                   | |
|                                       | Partido Demócrata Cristiano        | 5.169                             | 2,68                              |                                   | |
|                                       | Partido Social Agrario             | 3.224                             | 1,67                              |                                   | |
|                                       | Cruzada Acción Nacional            | 1.197                             | 0,62                              |                                   | |
|                                       | Movimiento del Frente Nacional     | 15                                | 0,01                              |                                   | |
|                                       | Partido de la Justicia Social      | 3                                 | 0,00                              |                                   | |
| Votos positivos                       | Votos positivos                    | 192.600                           | 75,79                             |                                   | |
| Votos en blanco                       | Votos en blanco                    | 50.672                            | 19,94                             |                                   | |
| Votos nulos                           | Votos nulos                        | 10.841                            | 4,27                              |                                   | |
| Total de votos                        | Total de votos                     | 254.113                           | 100                               |                                   | |
| 5ª Sección Electoral 16 Electores     |                                    |                                   |                                   |                                   | |
| Partido                               | Partido                            | Votos                             | %                                 | Bancas                            | Electos |
|                                       | Unión Cívica Radical del Pueblo    | 80.260                            | 33,70                             | 6/16                              | Ver electos: - Luis J. Leone - Víctor Mujica - Francisco Gesualdi - Héctor Valentín Igarza - Juan Cingolani - Aureliano León Duclós                                                                                           |
|                                       | Partido Socialista Democrático     | 47.740                            | 20,05                             | 4/16                              | Ver electos: - Raúl Roberto Puzzi - Sebastián Junco - Enrique J. J. Yacuzzi - Héctor Horacio López Osornio |
|                                       | Unión Cívica Radical Intransigente | 42.734                            | 17,94                             | 3/16                              | Ver electos: - Juan José María Orlando - Miguel di Martino - Juan Carlos Sonzini |
|                                       | Unión del Pueblo Argentino         | 19.255                            | 8,09                              | 1/16                              | - León Jaime Melo |
|                                       | Unión Conservadora                 | 18.049                            | 7,58                              | 1/16                              | - Roberto Carlos Bacque |
|                                       | Partido Demócrata Progresista      | 11.692                            | 4,91                              | 1/16                              | - Blas Lapenta |
|                                       | Partido Socialista Argentino       | 10.157                            | 4,27                              |                                   | |
|                                       | Partido Demócrata Cristiano        | 6.858                             | 2,88                              |                                   | |
|                                       | Movimiento del Frente Nacional     | 987                               | 0,41                              |                                   | |
|                                       | Cruzada Acción Nacional            | 412                               | 0,17                              |                                   | |
|                                       | Partido de la Justicia Social      | 3                                 | 0,00                              |                                   | |
| Votos positivos                       | Votos positivos                    | 238.147                           | 77,26                             |                                   | |
| Votos en blanco                       | Votos en blanco                    | 59.842                            | 19,41                             |                                   | |
| Votos nulos                           | Votos nulos                        | 10.269                            | 3,33                              |                                   | |
| Total de votos                        | Total de votos                     | 308.258                           | 100                               |                                   | |
| 6ª Sección Electoral 17 Electores     |                                    |                                   |                                   |                                   | |
| Partido                               | Partido                            | Votos                             | %                                 | Bancas                            | Electos |
|                                       | Unión Cívica Radical del Pueblo    | 67.519                            | 36,97                             | 8/17                              | Ver electos: - Emilio N. Durañona - Horacio Enrique Larribite - Manuel Isidro Goyarzu - Adelfo Ruiz de Erenchun - Héctor Ramón Silva - Bernardo Lohidoy - Carlos Perez - Alfredo Ángel Piccioli                               |
|                                       | Unión Cívica Radical Intransigente | 45.098                            | 24,69                             | 5/17                              | Ver electos: - Ernesto Raiotti - Santiago Mascaro - Leónidas Ernesto Borelli - Heminio Schved - Juan V. Padin |
|                                       | Unión del Pueblo Argentino         | 19.717                            | 10,80                             | 2/17                              | - Esteban Bertolotto - Miguel Agustín Medrano |
|                                       | Unión Conservadora                 | 15.893                            | 8,70                              | 1/17                              | - Florentino Ayestarán |
|                                       | Partido Socialista Argentino       | 11.512                            | 6,30                              | 1/17                              | - Helio Pereyra |
|                                       | Partido Demócrata Progresista      | 7.190                             | 3,94                              |                                   | |
|                                       | Partido Socialista Democrático     | 6.463                             | 3,54                              |                                   | |
|                                       | Partido Demócrata Cristiano        | 6.059                             | 3,32                              |                                   | |
|                                       | Partido Social Agrario             | 2.258                             | 1,24                              |                                   | |
|                                       | Cruzada Acción Nacional            | 878                               | 0,48                              |                                   | |
|                                       | Movimiento del Frente Nacional     | 34                                | 0,02                              |                                   | |
|                                       | Partido de la Justicia Social      | 11                                | 0,01                              |                                   | |
| Votos positivos                       | Votos positivos                    | 182.632                           | 70,81                             |                                   | |
| Votos en blanco                       | Votos en blanco                    | 70.178                            | 27,21                             |                                   | |
| Votos nulos                           | Votos nulos                        | 5.108                             | 1,98                              |                                   | |
| Total de votos                        | Total de votos                     | 257.918                           | 100                               |                                   | |
| 7ª Sección Electoral 9 Electores      |                                    |                                   |                                   |                                   | |
| Partido                               | Partido                            | Votos                             | %                                 | Bancas                            | Electos |
|                                       | Unión Cívica Radical del Pueblo    | 39.229                            | 41,34                             | 5/9                               | Ver electos: - Basilio Leopardo - Juan José Miramont - Héctor Saparrat - Miguel Volpe - Félix Massaro |
|                                       | Unión Cívica Radical Intransigente | 29.826                            | 31,43                             | 3/9                               | Ver electos: - León Antonio Oliveto - Valerio Ceferino Olondo - José Urruchuaga |
|                                       | Unión Conservadora                 | 9.264                             | 9,76                              | 1/9                               | - Mario Raúl Candia |
|                                       | Unión del Pueblo Argentino         | 7.532                             | 7,94                              |                                   | |
|                                       | Partido Socialista Argentino       | 2.440                             | 2,57                              |                                   | |
|                                       | Partido Socialista Democrático     | 1.802                             | 1,90                              |                                   | |
|                                       | Partido del Pueblo                 | 1.799                             | 1,90                              |                                   | |
|                                       | Partido Demócrata Cristiano        | 1.729                             | 1,82                              |                                   | |
|                                       | Partido Social Agrario             | 1.026                             | 1,08                              |                                   | |
|                                       | Cruzada Acción Nacional            | 229                               | 0,24                              |                                   | |
|                                       | Movimiento del Frente Nacional     | 13                                | 0,01                              |                                   | |
|                                       | Partido de la Justicia Social      | 12                                | 0,01                              |                                   | |
| Votos positivos                       | Votos positivos                    | 94.901                            | 76,34                             |                                   | |
| Votos en blanco                       | Votos en blanco                    | 24.378                            | 19,61                             |                                   | |
| Votos nulos                           | Votos nulos                        | 5.035                             | 4,05                              |                                   | |
| Total de votos                        | Total de votos                     | 124.314                           | 100                               |                                   | |
| Sección Electoral Capital 9 Electores |                                    |                                   |                                   |                                   | |
| Partido                               | Partido                            | Votos                             | %                                 | Bancas                            | Electos |
|                                       | Unión Cívica Radical del Pueblo    | 55.816                            | 37,48                             | 4/9                               | Ver electos: - Antonio Salvioli - Mario Stangatti - Jacinto N. Fernández Cortés - Gabriel Lorenzo Perussi |
|                                       | Unión Cívica Radical Intransigente | 33.540                            | 22,52                             | 3/9                               | Ver electos: - Rodolfo Miguel Azcarate - Osmar Quadrini - Ricardo di Marco |
|                                       | Partido Socialista Democrático     | 14.253                            | 9,57                              | 1/9                               | - Miguel Carpio |
|                                       | Unión Conservadora                 | 13.216                            | 8,87                              | 1/9                               | - Francisco Carlos Artola |
|                                       | Unión del Pueblo Argentino         | 9.810                             | 6,59                              |                                   | |
|                                       | Partido Demócrata Progresista      | 6.515                             | 4,37                              |                                   | |
|                                       | Partido Socialista Argentino       | 5.330                             | 3,58                              |                                   | |
|                                       | Partido Demócrata Cristiano        | 5.188                             | 3,48                              |                                   | |
|                                       | Partido del Pueblo                 | 2.682                             | 1,80                              |                                   | |
|                                       | Partido de la Justicia Social      | 1.379                             | 0,93                              |                                   | |
|                                       | Movimiento del Frente Nacional     | 748                               | 0,50                              |                                   | |
|                                       | Cruzada Acción Nacional            | 446                               | 0,30                              |                                   | |
| Votos positivos                       | Votos positivos                    | 148.923                           | 80,07                             |                                   | |
| Votos en blanco                       | Votos en blanco                    | 35.132                            | 18,89                             |                                   | |
| Votos nulos                           | Votos nulos                        | 1.942                             | 1,04                              |                                   | |
| Total de votos                        | Total de votos                     | 185.997                           | 100                               |                                   | |

### Cámara de Diputados
| Partido         | Partido                                    | Votos     | %     | Bancas |
| --------------- | ------------------------------------------ | --------- | ----- | ------ |
|                 | Unión Cívica Radical del Pueblo            | 835.192   | 32,73 | 42/92  |
|                 | Unión Cívica Radical Intransigente         | 634.629   | 24,87 | 27/92  |
|                 | Unión del Pueblo Argentino                 | 223.921   | 8,78  | 7/92   |
|                 | Partido Socialista Democrático             | 179.222   | 7,02  | 4/92   |
|                 | Partido Socialista Argentino               | 148.329   | 5,81  | 3/92   |
|                 | Unión Conservadora                         | 143.820   | 5,64  | 5/92   |
|                 | Partido Demócrata Progresista              | 140.721   | 5,52  | 2/92   |
|                 | Partido Demócrata Cristiano                | 128.664   | 5,04  | 2/92   |
|                 | Partido del Pueblo                         | 53.451    | 2,09  |        |
|                 | Partido de la Justicia Social              | 14.532    | 0,57  |        |
|                 | Partido Laborista                          | 13.812    | 0,54  |        |
|                 | Cruzada Acción Nacional                    | 12.929    | 0,51  |        |
|                 | Movimiento del Frente Nacional             | 12.605    | 0,49  |        |
|                 | Partido Social Agrario                     | 9.240     | 0,36  |        |
|                 | Partido Socialista Argentino de Vanguardia | 319       | 0,01  |        |
| Votos positivos | Votos positivos                            | 2.551.386 | 77,41 |        |
| Votos en blanco | Votos en blanco                            | 670.286   | 20,34 |        |
| Votos nulos     | Votos nulos                                | 74.201    | 2,25  |        |
| Total de votos  | Total de votos                             | 3.295.873 | 100   |        |

#### Resultados por Secciones Electorales
| 1ª Sección Electoral 15 Diputados     | 1ª Sección Electoral 15 Diputados          | 1ª Sección Electoral 15 Diputados | 1ª Sección Electoral 15 Diputados | 1ª Sección Electoral 15 Diputados | 1ª Sección Electoral 15 Diputados |
| Partido                               | Partido                                    | Votos                             | %                                 | Bancas                            | Electos |
| ------------------------------------- | ------------------------------------------ | --------------------------------- | --------------------------------- | --------------------------------- | --- |
|                                       | Unión Cívica Radical del Pueblo            | 229.161                           | 30,40                             | 5/15                              | Ver electos: - Francisco Pérez Terren - Jesús Novas - Miguel Naim - José R. González - Juan B. Belarrinaga                                                        |
|                                       | Unión Cívica Radical Intransigente         | 177.334                           | 23,53                             | 4/15                              | Ver electos: - Jorge F. Spinelli - Naón Kañevsky - Ernesto Víctor Pérez - Ernesto Pedro Rendich                                                                   |
|                                       | Unión del Pueblo Argentino                 | 77.435                            | 10,27                             | 2/15                              | - Vicente Maza - Antonio T. Rodríguez Freire |
|                                       | Partido Demócrata Progresista              | 53.757                            | 7,13                              | 1/15                              | - Juan Joaquín von Engels |
|                                       | Partido Demócrata Cristiano                | 51.815                            | 6,87                              | 1/15                              | - Ernesto Cifuentes |
|                                       | Partido Socialista Argentino               | 48.998                            | 6,50                              | 1/15                              | - Ricardo Vasallo |
|                                       | Partido Socialista Democrático             | 46.584                            | 6,18                              | 1/15                              | - Francisco Pasini |
|                                       | Unión Conservadora                         | 27.274                            | 3,62                              |                                   | |
|                                       | Partido del Pueblo                         | 20.158                            | 2,67                              |                                   | |
|                                       | Partido de la Justicia Social              | 5.907                             | 0,78                              |                                   | |
|                                       | Movimiento del Frente Nacional             | 5.887                             | 0,78                              |                                   | |
|                                       | Partido Laborista                          | 5.627                             | 0,75                              |                                   | |
|                                       | Cruzada Acción Nacional                    | 3.607                             | 0,48                              |                                   | |
|                                       | Partido Socialista Argentino de Vanguardia | 196                               | 0,03                              |                                   | |
| Votos positivos                       | Votos positivos                            | 753.740                           | 78,93                             |                                   | |
| Votos en blanco                       | Votos en blanco                            | 181.264                           | 18,98                             |                                   | |
| Votos nulos                           | Votos nulos                                | 19.959                            | 2,09                              |                                   | |
| Total de votos                        | Total de votos                             | 954.963                           | 100                               |                                   | |
| 2ª Sección Electoral 11 Diputados     |                                            |                                   |                                   |                                   | |
| Partido                               | Partido                                    | Votos                             | %                                 | Bancas                            | Electos |
|                                       | Unión Cívica Radical del Pueblo            | 67.399                            | 39,91                             | 6/11                              | Ver electos: - Francisco A. Latrubesse - César García Puente - José Arquímedes Ricco - Adalberto C. Aner - Matías V. Ruiz - César Mindurry                        |
|                                       | Unión Cívica Radical Intransigente         | 33.056                            | 19,57                             | 3/11                              | Ver electos: - Héctor Rodolfo Pujato - Héctor Rodolfo Conti - Rolando A. González                                                                                 |
|                                       | Unión Conservadora                         | 15.042                            | 8,91                              | 1/11                              | - Agustín Petrucelli |
|                                       | Unión del Pueblo Argentino                 | 13.806                            | 8,18                              | 1/11                              | - Héctor Daniel González |
|                                       | Partido Socialista Democrático             | 8.654                             | 5,12                              |                                   | |
|                                       | Partido Demócrata Progresista              | 7.583                             | 4,49                              |                                   | |
|                                       | Partido Socialista Argentino               | 7.300                             | 4,32                              |                                   | |
|                                       | Partido Demócrata Cristiano                | 5.982                             | 3,54                              |                                   | |
|                                       | Partido del Pueblo                         | 4.207                             | 2,49                              |                                   | |
|                                       | Partido Social Agrario                     | 2.822                             | 1,67                              |                                   | |
|                                       | Partido Laborista                          | 2.222                             | 1,32                              |                                   | |
|                                       | Movimiento del Frente Nacional             | 521                               | 0,31                              |                                   | |
|                                       | Cruzada Acción Nacional                    | 268                               | 0,16                              |                                   | |
|                                       | Partido Socialista Argentino de Vanguardia | 15                                | 0,01                              |                                   | |
| Votos positivos                       | Votos positivos                            | 168.877                           | 77,88                             |                                   | |
| Votos en blanco                       | Votos en blanco                            | 42.659                            | 19,67                             |                                   | |
| Votos nulos                           | Votos nulos                                | 5.317                             | 2,45                              |                                   | |
| Total de votos                        | Total de votos                             | 216.853                           | 100                               |                                   | |
| 3ª Sección Electoral 18 Diputados     |                                            |                                   |                                   |                                   | |
| Partido                               | Partido                                    | Votos                             | %                                 | Bancas                            | Electos |
|                                       | Unión Cívica Radical del Pueblo            | 220.788                           | 28,56                             | 7/18                              | Ver electos: - Natalio E. Romero - Anastasio A. Pérez Vélez - Alberto A. Garona - Rolindo H. Casamiquela - José C. Quirós - Victoriano Buceta - Ismael B. Carrizo |
|                                       | Unión Cívica Radical Intransigente         | 220.729                           | 28,55                             | 6/18                              | Ver electos: - Rodolfo A. López - Remigio Colombana - Carlos J. Guajardo - Héctor Noya - José Epelboin - Miguel Barbarito                                         |
|                                       | Unión del Pueblo Argentino                 | 61.271                            | 7,93                              | 1/18                              | - Matilde Regueira |
|                                       | Partido Socialista Argentino               | 56.256                            | 7,28                              | 1/18                              | - Enrique Salvador Inda |
|                                       | Partido Socialista Democrático             | 51.083                            | 6,61                              | 1/18                              | - Manuel Pardo |
|                                       | Partido Demócrata Progresista              | 49.175                            | 6,36                              | 1/18                              | - Juan Carlos Varela Barrio |
|                                       | Partido Demócrata Cristiano                | 45.797                            | 5,92                              | 1/18                              | - Carlos Auyero |
|                                       | Unión Conservadora                         | 22.876                            | 2,96                              |                                   | |
|                                       | Partido del Pueblo                         | 20.890                            | 2,70                              |                                   | |
|                                       | Partido de la Justicia Social              | 8.625                             | 1,12                              |                                   | |
|                                       | Cruzada Acción Nacional                    | 5.940                             | 0,77                              |                                   | |
|                                       | Partido Laborista                          | 5.179                             | 0,67                              |                                   | |
|                                       | Movimiento del Frente Nacional             | 4.372                             | 0,57                              |                                   | |
|                                       | Partido Socialista Argentino de Vanguardia | 53                                | 0,01                              |                                   | |
| Votos positivos                       | Votos positivos                            | 773.034                           | 77,81                             |                                   | |
| Votos en blanco                       | Votos en blanco                            | 204.745                           | 20,61                             |                                   | |
| Votos nulos                           | Votos nulos                                | 15.723                            | 1,58                              |                                   | |
| Total de votos                        | Total de votos                             | 993.502                           | 100                               |                                   | |
| 4ª Sección Electoral 14 Diputados     |                                            |                                   |                                   |                                   | |
| Partido                               | Partido                                    | Votos                             | %                                 | Bancas                            | Electos |
|                                       | Unión Cívica Radical del Pueblo            | 75.934                            | 39,56                             | 7/14                              | Ver electos: - Hipólito Peña - Armando A. Pastor - Juan C. Maffia - Otto R. Adobato - Enrique Tayeldin - Manuel J. Blanco - Eduardo J. Cassino                    |
|                                       | Unión Cívica Radical Intransigente         | 52.371                            | 27,28                             | 4/14                              | Ver electos: - Ubaldo R. Becerra - Osvaldo Pagalla - Oscar F. Zolezzi - Federico A. Cantoni                                                                       |
|                                       | Unión Conservadora                         | 21.481                            | 11,19                             | 2/14                              | - Ceferino Corral - Pedro Aníbal Ortega |
|                                       | Unión del Pueblo Argentino                 | 15.989                            | 8,33                              | 1/14                              | - Andrés Aznar |
|                                       | Partido Socialista Argentino               | 5.784                             | 3,01                              |                                   | |
|                                       | Partido Socialista Democrático             | 5.492                             | 2,86                              |                                   | |
|                                       | Partido Demócrata Progresista              | 5.357                             | 2,79                              |                                   | |
|                                       | Partido Demócrata Cristiano                | 5.187                             | 2,70                              |                                   | |
|                                       | Partido Social Agrario                     | 3.174                             | 1,65                              |                                   | |
|                                       | Cruzada Acción Nacional                    | 1.173                             | 0,61                              |                                   | |
|                                       | Movimiento del Frente Nacional             | 17                                | 0,01                              |                                   | |
|                                       | Partido Socialista Argentino de Vanguardia | 4                                 | 0,00                              |                                   | |
|                                       | Partido Laborista                          | 3                                 | 0,00                              |                                   | |
| Votos positivos                       | Votos positivos                            | 191.966                           | 75,54                             |                                   | |
| Votos en blanco                       | Votos en blanco                            | 51.305                            | 20,19                             |                                   | |
| Votos nulos                           | Votos nulos                                | 10.842                            | 4,27                              |                                   | |
| Total de votos                        | Total de votos                             | 254.113                           | 100                               |                                   | |
| 5ª Sección Electoral 11 Diputados     |                                            |                                   |                                   |                                   | |
| Partido                               | Partido                                    | Votos                             | %                                 | Bancas                            | Electos |
|                                       | Unión Cívica Radical del Pueblo            | 79.337                            | 33,52                             | 5/11                              | Ver electos: - Raúl Horacio Espondaburu - Víctor A. Verón - Lucio Ever Jorge - Julio A. Rigamonti - Juan F. Giaconi                                               |
|                                       | Partido Socialista Democrático             | 47.348                            | 20,00                             | 2/11                              | - Judit López Faget - Carlos Durán |
|                                       | Unión Cívica Radical Intransigente         | 42.985                            | 18,16                             | 2/11                              | - José Pedro Aramburu - Lisandro E. B. Chivaro |
|                                       | Unión del Pueblo Argentino                 | 18.901                            | 7,99                              | 1/11                              | - Juan Aprea |
|                                       | Unión Conservadora                         | 18.204                            | 7,69                              | 1/11                              | - Francisco Berengeno |
|                                       | Partido Demócrata Progresista              | 11.330                            | 4,79                              |                                   | |
|                                       | Partido Socialista Argentino               | 10.284                            | 4,35                              |                                   | |
|                                       | Partido Demócrata Cristiano                | 6.873                             | 2,90                              |                                   | |
|                                       | Movimiento del Frente Nacional             | 1.007                             | 0,43                              |                                   | |
|                                       | Cruzada Acción Nacional                    | 412                               | 0,17                              |                                   | |
|                                       | Partido Socialista Argentino de Vanguardia | 3                                 | 0,00                              |                                   | |
| Votos positivos                       | Votos positivos                            | 236.684                           | 76,78                             |                                   | |
| Votos en blanco                       | Votos en blanco                            | 61.302                            | 19,89                             |                                   | |
| Votos nulos                           | Votos nulos                                | 10.272                            | 3,33                              |                                   | |
| Total de votos                        | Total de votos                             | 308.258                           | 100                               |                                   | |
| 6ª Sección Electoral 11 Diputados     |                                            |                                   |                                   |                                   | |
| Partido                               | Partido                                    | Votos                             | %                                 | Bancas                            | Electos |
|                                       | Unión Cívica Radical del Pueblo            | 67.385                            | 36,30                             | 5/11                              | Ver electos: - Edmundo M. Santandreu - Pascual Zabala - Omar B. Mariezcurrena - José Glasman - Juan Larralde                                                      |
|                                       | Unión Cívica Radical Intransigente         | 45.075                            | 24,28                             | 3/11                              | Ver electos: - Torales R. Ayala - Rubén A. Ganuza - Juan Kairuz                                                                                                   |
|                                       | Unión del Pueblo Argentino                 | 19.314                            | 10,40                             | 1/11                              | - José Arenaz |
|                                       | Unión Conservadora                         | 16.134                            | 8,69                              | 1/11                              | - Mario Fernando Monacelli Erquiaga |
|                                       | Partido Socialista Argentino               | 11.689                            | 6,30                              | 1/11                              | - Francisco Gonzalo Muñiz |
|                                       | Partido Demócrata Progresista              | 6.857                             | 3,69                              |                                   | |
|                                       | Partido Demócrata Cristiano                | 6.046                             | 3,26                              |                                   | |
|                                       | Partido Socialista Democrático             | 5.856                             | 3,15                              |                                   | |
|                                       | Partido del Pueblo                         | 3.843                             | 2,07                              |                                   | |
|                                       | Partido Social Agrario                     | 2.225                             | 1,20                              |                                   | |
|                                       | Cruzada Acción Nacional                    | 870                               | 0,47                              |                                   | |
|                                       | Partido Laborista                          | 302                               | 0,16                              |                                   | |
|                                       | Movimiento del Frente Nacional             | 38                                | 0,02                              |                                   | |
|                                       | Partido Socialista Argentino de Vanguardia | 20                                | 0,01                              |                                   | |
| Votos positivos                       | Votos positivos                            | 185.654                           | 71,98                             |                                   | |
| Votos en blanco                       | Votos en blanco                            | 67.235                            | 26,07                             |                                   | |
| Votos nulos                           | Votos nulos                                | 5.029                             | 1,95                              |                                   | |
| Total de votos                        | Total de votos                             | 257.918                           | 100                               |                                   | |
| 7ª Sección Electoral 6 Diputados      |                                            |                                   |                                   |                                   | |
| Partido                               | Partido                                    | Votos                             | %                                 | Bancas                            | Electos |
|                                       | Unión Cívica Radical del Pueblo            | 39.056                            | 41,32                             | 3/6                               | Ver electos: - Hilario Armendáriz - Delio Francisco Fosco - Pedro Luis Ramírez Drake                                                                              |
|                                       | Unión Cívica Radical Intransigente         | 30.011                            | 31,75                             | 3/6                               | Ver electos: - Marino Falasco - José Bianchi - Roberto S. Enriori                                                                                                 |
|                                       | Unión Conservadora                         | 9.297                             | 9,84                              |                                   | |
|                                       | Unión del Pueblo Argentino                 | 7.381                             | 7,81                              |                                   | |
|                                       | Partido Socialista Argentino               | 2.470                             | 2,61                              |                                   | |
|                                       | Partido del Pueblo                         | 1.728                             | 1,83                              |                                   | |
|                                       | Partido Demócrata Cristiano                | 1.724                             | 1,82                              |                                   | |
|                                       | Partido Socialista Democrático             | 1.590                             | 1,68                              |                                   | |
|                                       | Partido Social Agrario                     | 1.019                             | 1,08                              |                                   | |
|                                       | Cruzada Acción Nacional                    | 225                               | 0,24                              |                                   | |
|                                       | Movimiento del Frente Nacional             | 13                                | 0,01                              |                                   | |
| Votos positivos                       | Votos positivos                            | 94.514                            | 76,03                             |                                   | |
| Votos en blanco                       | Votos en blanco                            | 24.646                            | 19,83                             |                                   | |
| Votos nulos                           | Votos nulos                                | 5.154                             | 4,15                              |                                   | |
| Total de votos                        | Total de votos                             | 124.314                           | 100                               |                                   | |
| Sección Electoral Capital 6 Diputados |                                            |                                   |                                   |                                   | |
| Partido                               | Partido                                    | Votos                             | %                                 | Bancas                            | Electos |
|                                       | Unión Cívica Radical del Pueblo            | 56.132                            | 38,21                             | 4/6                               | Ver electos: - Juan Cianis - Eduardo D. Haramboure - Juan C. Alberti - Edmundo R. Barbich                                                                         |
|                                       | Unión Cívica Radical Intransigente         | 33.068                            | 22,51                             | 2/6                               | - Héctor Atilio Grigioni - Héctor R. Martínez |
|                                       | Unión Conservadora                         | 13.512                            | 9,20                              |                                   | |
|                                       | Partido Socialista Democrático             | 12.615                            | 8,59                              |                                   | |
|                                       | Unión del Pueblo Argentino                 | 9.824                             | 6,69                              |                                   | |
|                                       | Partido Demócrata Progresista              | 6.662                             | 4,53                              |                                   | |
|                                       | Partido Socialista Argentino               | 5.548                             | 3,78                              |                                   | |
|                                       | Partido Demócrata Cristiano                | 5.240                             | 3,57                              |                                   | |
|                                       | Partido del Pueblo                         | 2.625                             | 1,79                              |                                   | |
|                                       | Movimiento del Frente Nacional             | 750                               | 0,51                              |                                   | |
|                                       | Partido Laborista                          | 479                               | 0,33                              |                                   | |
|                                       | Cruzada Acción Nacional                    | 434                               | 0,30                              |                                   | |
|                                       | Partido Socialista Argentino de Vanguardia | 28                                | 0,02                              |                                   | |
| Votos positivos                       | Votos positivos                            | 146.917                           | 79,01                             |                                   | |
| Votos en blanco                       | Votos en blanco                            | 37.130                            | 19,97                             |                                   | |
| Votos nulos                           | Votos nulos                                | 1.905                             | 1,02                              |                                   | |
| Total de votos                        | Total de votos                             | 185.952                           | 100                               |                                   | |

### Senado
| Partido         | Partido                                    | Votos     | %     | Bancas |
| --------------- | ------------------------------------------ | --------- | ----- | ------ |
|                 | Unión Cívica Radical del Pueblo            | 836.129   | 32,85 | 26/46  |
|                 | Unión Cívica Radical Intransigente         | 635.262   | 24,96 | 14/46  |
|                 | Unión del Pueblo Argentino                 | 224.604   | 8,83  | 3/46   |
|                 | Partido Socialista Democrático             | 179.639   | 7,06  | 1/46   |
|                 | Partido Socialista Argentino               | 148.873   | 5,85  | 1/46   |
|                 | Unión Conservadora                         | 144.167   | 5,66  | 1/46   |
|                 | Partido Demócrata Progresista              | 128.915   | 5,07  |        |
|                 | Partido Demócrata Cristiano                | 128.872   | 5,06  |        |
|                 | Partido del Pueblo                         | 54.975    | 2,16  |        |
|                 | Partido de la Justicia Social              | 14.558    | 0,57  |        |
|                 | Partido Laborista                          | 13.450    | 0,53  |        |
|                 | Cruzada Acción Nacional                    | 13.137    | 0,52  |        |
|                 | Movimiento del Frente Nacional             | 12.677    | 0,50  |        |
|                 | Partido Social Agrario                     | 9.500     | 0,37  |        |
|                 | Partido Socialista Argentino de Vanguardia | 324       | 0,01  |        |
| Votos positivos | Votos positivos                            | 2.545.082 | 77,22 |        |
| Votos en blanco | Votos en blanco                            | 675.096   | 20,48 |        |
| Votos nulos     | Votos nulos                                | 75.734    | 2,30  |        |
| Total de votos  | Total de votos                             | 3.295.912 | 100   |        |

#### Resultados por Secciones Electorales
| 1ª Sección Electoral 8 Senadores      | 1ª Sección Electoral 8 Senadores           | 1ª Sección Electoral 8 Senadores | 1ª Sección Electoral 8 Senadores | 1ª Sección Electoral 8 Senadores | 1ª Sección Electoral 8 Senadores                                                                       |
| Partido                               | Partido                                    | Votos                            | %                                | Bancas                           | Electos                                                                                                |
| ------------------------------------- | ------------------------------------------ | -------------------------------- | -------------------------------- | -------------------------------- | --- |
|                                       | Unión Cívica Radical del Pueblo            | 229.554                          | 30,37                            | 4/8                              | Ver electos: - Atilio Bonomi - Baldomero J. San Martín - Ángel B. Dassieu - Gregorio Macho Vidal       |
|                                       | Unión Cívica Radical Intransigente         | 177.498                          | 23,49                            | 3/8                              | Ver electos: - Ernesto Berner - Pedro Erro - Manuel Francisco Graña                                    |
|                                       | Unión del Pueblo Argentino                 | 77.532                           | 10,26                            | 1/8                              | - José María Palmeiro                                                                                  |
|                                       | Partido Demócrata Progresista              | 53.871                           | 7,13                             |                                  | |
|                                       | Partido Demócrata Cristiano                | 51.882                           | 6,86                             |                                  | |
|                                       | Partido Socialista Argentino               | 49.416                           | 6,54                             |                                  | |
|                                       | Partido Socialista Democrático             | 46.655                           | 6,17                             |                                  | |
|                                       | Unión Conservadora                         | 27.327                           | 3,62                             |                                  | |
|                                       | Partido del Pueblo                         | 20.526                           | 2,72                             |                                  | |
|                                       | Movimiento del Frente Nacional             | 5.927                            | 0,78                             |                                  | |
|                                       | Partido de la Justicia Social              | 5.891                            | 0,78                             |                                  | |
|                                       | Partido Laborista                          | 5.865                            | 0,78                             |                                  | |
|                                       | Cruzada Acción Nacional                    | 3.621                            | 0,48                             |                                  | |
|                                       | Partido Socialista Argentino de Vanguardia | 207                              | 0,03                             |                                  | |
| Votos positivos                       | Votos positivos                            | 755.772                          | 79,14                            |                                  | |
| Votos en blanco                       | Votos en blanco                            | 179.110                          | 18,76                            |                                  | |
| Votos nulos                           | Votos nulos                                | 20.081                           | 2,10                             |                                  | |
| Total de votos                        | Total de votos                             | 954.963                          | 100                              |                                  | |
| 2ª Sección Electoral 5 Senadores      |                                            |                                  |                                  |                                  | |
| Partido                               | Partido                                    | Votos                            | %                                | Bancas                           | Electos                                                                                                |
|                                       | Unión Cívica Radical del Pueblo            | 67.383                           | 39,74                            | 4/5                              | Ver electos: - Pedro J. Cantelmi - Wilfredo Tomás Cantore Peña - Raúl Ruiz Huidobro - Tomás V. Brennan |
|                                       | Unión Cívica Radical Intransigente         | 33.072                           | 19,50                            | 1/5                              | - Albero Esteban Baroni                                                                                |
|                                       | Unión Conservadora                         | 15.199                           | 8,96                             |                                  | |
|                                       | Unión del Pueblo Argentino                 | 13.864                           | 8,18                             |                                  | |
|                                       | Partido Socialista Democrático             | 8.655                            | 5,10                             |                                  | |
|                                       | Partido Demócrata Progresista              | 7.647                            | 4,51                             |                                  | |
|                                       | Partido Socialista Argentino               | 7.343                            | 4,33                             |                                  | |
|                                       | Partido Demócrata Cristiano                | 5.974                            | 3,52                             |                                  | |
|                                       | Partido del Pueblo                         | 4.461                            | 2,63                             |                                  | |
|                                       | Partido Social Agrario                     | 2.912                            | 1,72                             |                                  | |
|                                       | Partido Laborista                          | 2.259                            | 1,33                             |                                  | |
|                                       | Movimiento del Frente Nacional             | 523                              | 0,31                             |                                  | |
|                                       | Cruzada Acción Nacional                    | 273                              | 0,16                             |                                  | |
|                                       | Partido Socialista Argentino de Vanguardia | 15                               | 0,01                             |                                  | |
| Votos positivos                       | Votos positivos                            | 169.580                          | 78,20                            |                                  | |
| Votos en blanco                       | Votos en blanco                            | 41.964                           | 19,35                            |                                  | |
| Votos nulos                           | Votos nulos                                | 5.309                            | 2,45                             |                                  | |
| Total de votos                        | Total de votos                             | 216.853                          | 100                              |                                  | |
| 3ª Sección Electoral 9 Senadores      |                                            |                                  |                                  |                                  | |
| Partido                               | Partido                                    | Votos                            | %                                | Bancas                           | Electos                                                                                                |
|                                       | Unión Cívica Radical del Pueblo            | 220.907                          | 28,52                            | 4/9                              | Ver electos: - Vicente Mastolorenzo - Francisco Caram - Abel Garaicoechea - Mario Pérez                |
|                                       | Unión Cívica Radical Intransigente         | 220.841                          | 28,51                            | 3/9                              | Ver electos: - Antonio H. Caviglia - Mariano R. Lorences - Oscar Prego                                 |
|                                       | Unión del Pueblo Argentino                 | 61.454                           | 7,93                             | 1/9                              | - Oscar Eduardo Weskamp                                                                                |
|                                       | Partido Socialista Argentino               | 56.261                           | 7,26                             | 1/9                              | - Manuel Cañas                                                                                         |
|                                       | Partido Socialista Democrático             | 51.189                           | 6,61                             |                                  | |
|                                       | Partido Demócrata Progresista              | 49.322                           | 6,37                             |                                  | |
|                                       | Partido Demócrata Cristiano                | 45.868                           | 5,92                             |                                  | |
|                                       | Unión Conservadora                         | 22.872                           | 2,95                             |                                  | |
|                                       | Partido del Pueblo                         | 21.482                           | 2,77                             |                                  | |
|                                       | Partido de la Justicia Social              | 8.667                            | 1,12                             |                                  | |
|                                       | Cruzada Acción Nacional                    | 6.035                            | 0,78                             |                                  | |
|                                       | Partido Laborista                          | 5.326                            | 0,69                             |                                  | |
|                                       | Movimiento del Frente Nacional             | 4.380                            | 0,57                             |                                  | |
|                                       | Partido Socialista Argentino de Vanguardia | 52                               | 0,01                             |                                  | |
| Votos positivos                       | Votos positivos                            | 774.656                          | 77,97                            |                                  | |
| Votos en blanco                       | Votos en blanco                            | 203.071                          | 20,44                            |                                  | |
| Votos nulos                           | Votos nulos                                | 15.765                           | 1,59                             |                                  | |
| Total de votos                        | Total de votos                             | 993.492                          | 100                              |                                  | |
| 4ª Sección Electoral 7 Senadores      |                                            |                                  |                                  |                                  | |
| Partido                               | Partido                                    | Votos                            | %                                | Bancas                           | Electos                                                                                                |
|                                       | Unión Cívica Radical del Pueblo            | 75.974                           | 40,64                            | 4/7                              | Ver electos: - Ángel Orfila - Julio S. Etchegaray - Rodolfo A. Almirall - Diógenes A. Estevarena       |
|                                       | Unión Cívica Radical Intransigente         | 52.451                           | 28,06                            | 2/7                              | - Ángel Mario Baiguera - Ricardo Ángel Balbi                                                           |
|                                       | Unión Conservadora                         | 21.494                           | 11,50                            | 1/7                              | - Francisco Miguel Ibarra                                                                              |
|                                       | Unión del Pueblo Argentino                 | 15.974                           | 8,54                             |                                  | |
|                                       | Partido Socialista Argentino               | 5.818                            | 3,11                             |                                  | |
|                                       | Partido Socialista Democrático             | 5.568                            | 2,98                             |                                  | |
|                                       | Partido Demócrata Cristiano                | 5.196                            | 2,78                             |                                  | |
|                                       | Partido Social Agrario                     | 3.247                            | 1,74                             |                                  | |
|                                       | Cruzada Acción Nacional                    | 1.209                            | 0,65                             |                                  | |
|                                       | Movimiento del Frente Nacional             | 19                               | 0,01                             |                                  | |
|                                       | Partido Socialista Argentino de Vanguardia | 4                                | 0,00                             |                                  | |
| Votos positivos                       | Votos positivos                            | 186.954                          | 73,57                            |                                  | |
| Votos en blanco                       | Votos en blanco                            | 55.621                           | 21,89                            |                                  | |
| Votos nulos                           | Votos nulos                                | 11.538                           | 4,54                             |                                  | |
| Total de votos                        | Total de votos                             | 254.113                          | 100                              |                                  | |
| 5ª Sección Electoral 5 Senadores      |                                            |                                  |                                  |                                  | |
| Partido                               | Partido                                    | Votos                            | %                                | Bancas                           | Electos                                                                                                |
|                                       | Unión Cívica Radical del Pueblo            | 79.464                           | 33,50                            | 3/5                              | Ver electos: - Raúl Rey - Pedro E. González - Roque A. Palermo                                         |
|                                       | Partido Socialista Democrático             | 47.400                           | 19,98                            | 1/5                              | - Teodoro Bronzini                                                                                     |
|                                       | Unión Cívica Radical Intransigente         | 43.013                           | 18,13                            | 1/5                              | - Juan Raúl Begue                                                                                      |
|                                       | Unión del Pueblo Argentino                 | 18.961                           | 7,99                             |                                  | |
|                                       | Unión Conservadora                         | 18.283                           | 7,71                             |                                  | |
|                                       | Partido Demócrata Progresista              | 11.400                           | 4,81                             |                                  | |
|                                       | Partido Socialista Argentino               | 10.312                           | 4,35                             |                                  | |
|                                       | Partido Demócrata Cristiano                | 6.924                            | 2,92                             |                                  | |
|                                       | Movimiento del Frente Nacional             | 1.017                            | 0,43                             |                                  | |
|                                       | Cruzada Acción Nacional                    | 424                              | 0,18                             |                                  | |
|                                       | Partido Socialista Argentino de Vanguardia | 3                                | 0,00                             |                                  | |
| Votos positivos                       | Votos positivos                            | 237.201                          | 76,95                            |                                  | |
| Votos en blanco                       | Votos en blanco                            | 60.760                           | 19,71                            |                                  | |
| Votos nulos                           | Votos nulos                                | 10.297                           | 3,34                             |                                  | |
| Total de votos                        | Total de votos                             | 308.258                          | 100                              |                                  | |
| 6ª Sección Electoral 6 Senadores      |                                            |                                  |                                  |                                  | |
| Partido                               | Partido                                    | Votos                            | %                                | Bancas                           | Electos                                                                                                |
|                                       | Unión Cívica Radical del Pueblo            | 67.587                           | 37,64                            | 3/6                              | Ver electos: - Luis J. B. Larribite - Danta E. Patrignani - Francisco P. Izarra                        |
|                                       | Unión Cívica Radical Intransigente         | 45.287                           | 25,22                            | 2/6                              | - Antonio José Caccavo - Ángel A. Cortese                                                              |
|                                       | Unión del Pueblo Argentino                 | 19.538                           | 10,88                            | 1/6                              | - Benito Torcaso Medrano                                                                               |
|                                       | Unión Conservadora                         | 16.159                           | 9,00                             |                                  | |
|                                       | Partido Socialista Argentino               | 11.706                           | 6,52                             |                                  | |
|                                       | Partido Demócrata Cristiano                | 6.058                            | 3,37                             |                                  | |
|                                       | Partido Socialista Democrático             | 5.878                            | 3,27                             |                                  | |
|                                       | Partido del Pueblo                         | 4.092                            | 2,28                             |                                  | |
|                                       | Partido Social Agrario                     | 2.281                            | 1,27                             |                                  | |
|                                       | Cruzada Acción Nacional                    | 904                              | 0,50                             |                                  | |
|                                       | Movimiento del Frente Nacional             | 32                               | 0,02                             |                                  | |
|                                       | Partido Socialista Argentino de Vanguardia | 18                               | 0,01                             |                                  | |
| Votos positivos                       | Votos positivos                            | 179.540                          | 69,61                            |                                  | |
| Votos en blanco                       | Votos en blanco                            | 72.822                           | 28,23                            |                                  | |
| Votos nulos                           | Votos nulos                                | 5.560                            | 2,16                             |                                  | |
| Total de votos                        | Total de votos                             | 257.922                          | 100                              |                                  | |
| 7ª Sección Electoral 3 Senadores      |                                            |                                  |                                  |                                  | |
| Partido                               | Partido                                    | Votos                            | %                                | Bancas                           | Electos                                                                                                |
|                                       | Unión Cívica Radical del Pueblo            | 39.103                           | 41,26                            | 2/3                              | - Jacinto C. Gamondi - Rodolfo G. Pérez                                                                |
|                                       | Unión Cívica Radical Intransigente         | 30.050                           | 31,71                            | 1/3                              | - Bernardo Harreguy                                                                                    |
|                                       | Unión Conservadora                         | 9.295                            | 9,81                             |                                  | |
|                                       | Unión del Pueblo Argentino                 | 7.441                            | 7,85                             |                                  | |
|                                       | Partido Socialista Argentino               | 2.469                            | 2,61                             |                                  | |
|                                       | Partido del Pueblo                         | 1.781                            | 1,88                             |                                  | |
|                                       | Partido Demócrata Cristiano                | 1.722                            | 1,82                             |                                  | |
|                                       | Partido Socialista Democrático             | 1.607                            | 1,70                             |                                  | |
|                                       | Partido Social Agrario                     | 1.060                            | 1,12                             |                                  | |
|                                       | Cruzada Acción Nacional                    | 234                              | 0,25                             |                                  | |
|                                       | Movimiento del Frente Nacional             | 13                               | 0,01                             |                                  | |
| Votos positivos                       | Votos positivos                            | 94.775                           | 76,24                            |                                  | |
| Votos en blanco                       | Votos en blanco                            | 24.393                           | 19,62                            |                                  | |
| Votos nulos                           | Votos nulos                                | 5.146                            | 4,14                             |                                  | |
| Total de votos                        | Total de votos                             | 124.314                          | 100                              |                                  | |
| Sección Electoral Capital 3 Senadores |                                            |                                  |                                  |                                  | |
| Partido                               | Partido                                    | Votos                            | %                                | Bancas                           | Electos                                                                                                |
|                                       | Unión Cívica Radical del Pueblo            | 56.157                           | 38,31                            | 2/3                              | - Fulgencio Romero - José Fontan                                                                       |
|                                       | Unión Cívica Radical Intransigente         | 33.050                           | 22,54                            | 1/3                              | - Oscar Francisco Petraglia                                                                            |
|                                       | Unión Conservadora                         | 13.538                           | 9,23                             |                                  | |
|                                       | Partido Socialista Democrático             | 12.687                           | 8,65                             |                                  | |
|                                       | Unión del Pueblo Argentino                 | 9.840                            | 6,71                             |                                  | |
|                                       | Partido Demócrata Progresista              | 6.675                            | 4,55                             |                                  | |
|                                       | Partido Socialista Argentino               | 5.548                            | 3,78                             |                                  | |
|                                       | Partido Demócrata Cristiano                | 5.248                            | 3,58                             |                                  | |
|                                       | Partido del Pueblo                         | 2.633                            | 1,80                             |                                  | |
|                                       | Movimiento del Frente Nacional             | 766                              | 0,52                             |                                  | |
|                                       | Cruzada Acción Nacional                    | 437                              | 0,30                             |                                  | |
|                                       | Partido Socialista Argentino de Vanguardia | 25                               | 0,02                             |                                  | |
| Votos positivos                       | Votos positivos                            | 146.604                          | 78,82                            |                                  | |
| Votos en blanco                       | Votos en blanco                            | 37.355                           | 20,08                            |                                  | |
| Votos nulos                           | Votos nulos                                | 2.038                            | 1,10                             |                                  | |
| Total de votos                        | Total de votos                             | 185.997                          | 100                              |                                  | |